# アンツォーラ・デッレミーリア
アンツォーラ・デッレミーリア（伊: Anzola dell'Emilia）は、イタリア共和国エミリア＝ロマーニャ州ボローニャ県にある、人口約12,000人の基礎自治体（コムーネ）。

## 地理

### 位置・広がり

#### 隣接コムーネ
隣接するコムーネは以下の通り。括弧内のMOはモデナ県所属を示す。
- ボローニャ
- カルデラーラ・ディ・レーノ
- カステルフランコ・エミーリア (MO)
- サーラ・ボロニェーゼ
- サン・ジョヴァンニ・イン・ペルシチェート
- バルサモッジャ
- ゾーラ・プレドーザ

### 気候分類・地震分類
アンツォーラ・デッレミーリアにおけるイタリアの気候分類 (it) および度日は、zona E, 2356 GGである。
また、イタリアの地震リスク階級 (it) では、zona 3 (sismicità bassa) に分類される。

## 行政

### 分離集落
アンツォーラ・デッレミーリアには以下の分離集落（フラツィオーネ）がある。
- Castelletto, Lavino di Mezzo, Madonna dei Prati, Martignone, Ponte Samoggia, San Giacomo Del Martignone

## 姉妹都市
- ポリステナ、イタリア レッジョ・カラブリア県